# إريك هامرين
إريك هامرين (بالسويدية: Erik Hamrén)‏ (27 يونيو 1957 في ليوسدال، السويد) لاعب كرة قدم سويدي معتزل وحاليا مدرب منتخب السويد.

## روابط خارجية
- إريك هامرين على موقع IMDb (الإنجليزية)